# Rumänischer Eishockeypokal 2006/07
Der Rumänische Eishockeypokal, rumänisch Cupa României la Hochei pe gheață wird seit 1969 ausgetragen.

## Teilnehmer und Modus
An der Austragung des Rumänischen Eishockeypokals im Jahre 2006/07 nahmen die sechs Mannschaften der vorjährigen Rumänischen Liga teil. Es spielte an fünf Spieltagen jede Mannschaft einmal gegen jede andere.
| Sport Club Miercurea Ciuc | Sportul Studențesc Bukarest | CS Progym Gheorgheni |
| Steaua Bukarest           | HCM Galați                  | HC Csíkszereda       |

## Ansetzungen

### 1. Spieltag
| 4. Oktober 2006 | HCM Galati | 0:24 (0:5, 0:5, 0:14) | SC Miercurea Ciuc |  |

| 4. Oktober 2006 | HC Csikszereda | 2:7 (1:2, 1:3, 0:2) | Steaua Bucarest |  |

| 4. Oktober 2006 | Sportul Studentesc | 1:15 (0:7, 1:3, 0:5) | Progym Gheorgheni |  |

### 2. Spieltag
| 5. Oktober 2006 | Steaua Bucarest | 18:0 (3:0, 7:0, 8:0) | HCM Galati |  |

| 5. Oktober 2006 | Progym Gheorgheni | 7:2 (0:0, 4:1, 3:1) | HC Csikszereda |  |

| 5. Oktober 2006 | SC Miercurea Ciuc | 12:2 (2:0, 5:1, 5:1) | Sportul Studentesc |  |

### 3. Spieltag
| 6. Oktober 2006 | HC Csikszereda | 11:0 (2:0, 3:0, 6:0) | HCM Galati |  |

| 6. Oktober 2006 | SC Miercurea Ciuc | 3:3 (2:1, 1:1, 0:1) | Progym Gheorgheni |  |

| 6. Oktober 2006 | Steaua Bucarest | 18:0 (6:0, 5:0, 7:0) | Sportul Studentesc |  |

### 4. Spieltag
| 7. Oktober 2006 | SC Miercurea Ciuc | 9:1 (7:0, 2:0, 0:1) | HC Csikszereda |  |

| 7. Oktober 2006 | HCM Galati | 1:5 (0:1, 0:2, 1:2) | Sportul Studentesc |  |

| 7. Oktober 2006 | Progym Gheorgheni | 1:9 (1:1, 0:4, 0:4) | Steaua Bucarest |  |

### 5. Spieltag
| 8. Oktober 2006 | Sportul Studentesc | 3:12 (0:6, 3:1, 0:5) | HC Csikszereda |  |

| 8. Oktober 2006 | Progym Gheorgheni | 15:0 (7:0, 6:0, 2:0) | HCM Galati |  |

| 8. Oktober 2006 | Steaua Bucarest | 3:4 (0:1, 1:1, 2:2) | SC Miercurea Ciuc |  |

## Abschlusstabelle
| Platz          | Verein                      | Sp. | Siege | Unent. | Niederlagen | Tore  | Punkte |
| -------------- | --------------------------- | --- | ----- | ------ | ----------- | ----- | ------ |
| Goldmedaille   | Sport Club Miercurea Ciuc   | 5   | 4     | 1      | 0           | 52:9  | 9      |
| Silbermedaille | Steaua Bukarest             | 5   | 4     | 0      | 1           | 55:7  | 8      |
| Bronzemedaille | CS Progym Gheorgheni        | 5   | 3     | 1      | 1           | 41:15 | 7      |
| 4.             | HC Csíkszereda              | 5   | 2     | 0      | 3           | 28:26 | 4      |
| 5.             | Sportul Studențesc Bukarest | 5   | 1     | 0      | 4           | 11:58 | 2      |
| 6.             | CSM Dunărea Galați          | 5   | 0     | 0      | 5           | 1:73  | 0      |

## Beste Scorer
| Platz | Spieler           | Verein | Tore | Assists | Punkte |
| ----- | ----------------- | ------ | ---- | ------- | ------ |
| 1.    | Jan Skokan        | Progym | 9    | 5       | 14     |
| 2.    | Ervin Moldován    | SC MC  | 9    | 4       | 13     |
| 3.    | Denis Zabludovsky | Steaua | 6    | 6       | 12     |
| 4.    | Andrei Butochnov  | Steaua | 5    | 7       | 12     |
| 5.    | Viorel Nicolescu  | Steaua | 6    | 5       | 11     |
| 6.    | Levente Elekes    | SC MC  | 7    | 3       | 10     |
| 7.    | Slavomir Ilavsky  | SC MC  | 5    | 5       | 10     |